# Saint-Beauzire, Puy-de-Dôme
Saint-Beauzire är en kommun i departementet Puy-de-Dôme i regionen Auvergne-Rhône-Alpes i centrala Frankrike. Kommunen ligger i kantonen Ennezat som tillhör arrondissementet Riom. År 2022 hade Saint-Beauzire 2 210 invånare.

## Befolkningsutveckling
Antalet invånare i kommunen Saint-Beauzire
| Referens: INSEE |